# 八俣村
八俣村（やまたむら）は茨城県猿島郡に属していた村。

## 地理
現在の古河市の南東部、旧三和町の南部に位置する。
- 河川：西仁連川

## 歴史
村名は、かつて存在した八侯郷に由来する。

### 村域の変遷
- 1889年（明治22年）4月1日 - 町村制施行により、山田村、東山田村、北山田村、谷貝宿、長左衛門新田が合併し猿島郡八俣村が成立する。
- 1955年（昭和30年）2月11日 - 幸島村、結城郡名崎村と合併し三和村（みわむら）が発足。同日八俣村廃止。
- 1969年（昭和44年）1月1日 - 三和村が町制施行・改称して三和町（さんわまち）となる。
- 2005年（平成17年）9月12日 - 三和町が古河市、総和町と合併し新古河市が発足。

変遷表
| 1868年 以前 | 1868年 以前        | 明治22年 4月1日 | 昭和30年 2月11日 | 昭和44年 1月1日 | 平成17年 9月12日 | 現在   |
| ----------- | ------------------ | --------------- | ---------------- | --------------- | ---------------- | ------ |
|             | 北山田村           | 八俣村          | 三和村           | 町制            | 古河市           | 古河市 |
|             | 山田村             | 八俣村          | 三和村           | 町制            | 古河市           | 古河市 |
|             | 東山田村           | 八俣村          | 三和村           | 町制            | 古河市           | 古河市 |
|             | 谷貝村             | 八俣村          | 三和村           | 町制            | 古河市           | 古河市 |
|             | 長左衛門新田の一部 | 八俣村          | 三和村           | 町制            | 古河市           | 古河市 |

## 大字
- 北山田（きたやまた）
- 山田（やまた）
- 東山田（ひがしやまた）
- 谷貝（やがい）
- 長左衛門新田（ちょうざえもんしんでん）

## 人口・世帯

### 人口
総数 [単位： 人]
| 1891年（明治24年） | 2,741 |
| 1920年（大正 9年） | 4,197 |
| 1935年（昭和10年） | 4,680 |
| 1950年（昭和25年） | 6,347 |

### 世帯
総数 [単位： 世帯]
| 1920年（大正 9年） | 652   |
| 1935年（昭和10年） | 730   |
| 1950年（昭和25年） | 1,018 |

## 行政
歴代村長
- 12代中里英四郎（1945.6-1947.2)
- 13代増田隆市(1947.4-1951.3)
- 14代田辺義亮(1951.4-1955.2.10)